# Milen Dobrew
Milen Atanassow Dobrew (bulgarisch Милен Добрев, * 22. Februar 1980 in Plowdiw; † um 21. März 2015 ebenda) war ein bulgarischer Gewichtheber.

## Karriere
Seinen größten Erfolg feierte Dobrew bei den Olympischen Sommerspielen 2004 in Athen, wo er in der Gewichtsklasse bis 94 kg die Goldmedaille mit 407,5 kg gewann.
Für Bulgarien gewann er zudem die Bronzemedaille bei der Weltmeisterschaft 2001 mit einer Gesamtleistung von 382,5 kg, die Silbermedaille bei der Weltmeisterschaft 2002 mit 387,5 kg, die Goldmedaille bei der Weltmeisterschaft 2003 mit 405 kg und die Bronzemedaille bei der Weltmeisterschaft 2005 mit 398 kg. Bei den Europameisterschaften holte Dobrew eine Silbermedaille 2002 und zwei Goldmedaillen 2003 und 2004.
Nach mehreren Aufenthalten in Entziehungskliniken, in die er sich wegen seiner jahrelangen Alkoholabhängigkeit begeben hatte, starb Dobrew 2015 im Alter von 35 Jahren an einem Herzinfarkt.